# Chanac (kanton)

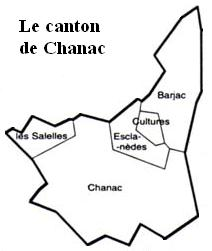
A kanton községei

Chanac kanton (franciául Canton de Chanac) Lozère megye Mende-i kerületének egyik kantonja, központja Chanac.
Területe 128,15 km², 1999-ben 2226 lakosa volt, népsűrűsége 17 fő/km². 5 község tartozik hozzá, valamennyi tagja a Pays de Chanac Településtársulásnak.
A kanton területének 18,1%-át (23,14 km²) borítja erdő.

## Községek
| Község neve   | Terület (km²) | Népesség (1999, fő) | Népsűrűség (1999, fő/km²) |
| ------------- | ------------- | ------------------- | ------------------------- |
| Barjac        | 29,92         | 598                 | 20                        |
| Chanac        | 71,14         | 1153                | 16                        |
| Cultures      | 3,96          | 107                 | 27                        |
| Esclanèdes    | 12,51         | 250                 | 20                        |
| Les Salelles  | 10,62         | 118                 | 11                        |
| Chanac kanton | 128,15        | 2226                | 17                        |

## Népesség
| Év   | Lakosság |
| ---- | -------- |
| 1962 | 1967     |
| 1968 | 1837     |
| 1975 | 1805     |
| 1982 | 1833     |
| 1990 | 2013     |
| 1999 | 2226     |